# Edward Krasiński (ordynat)

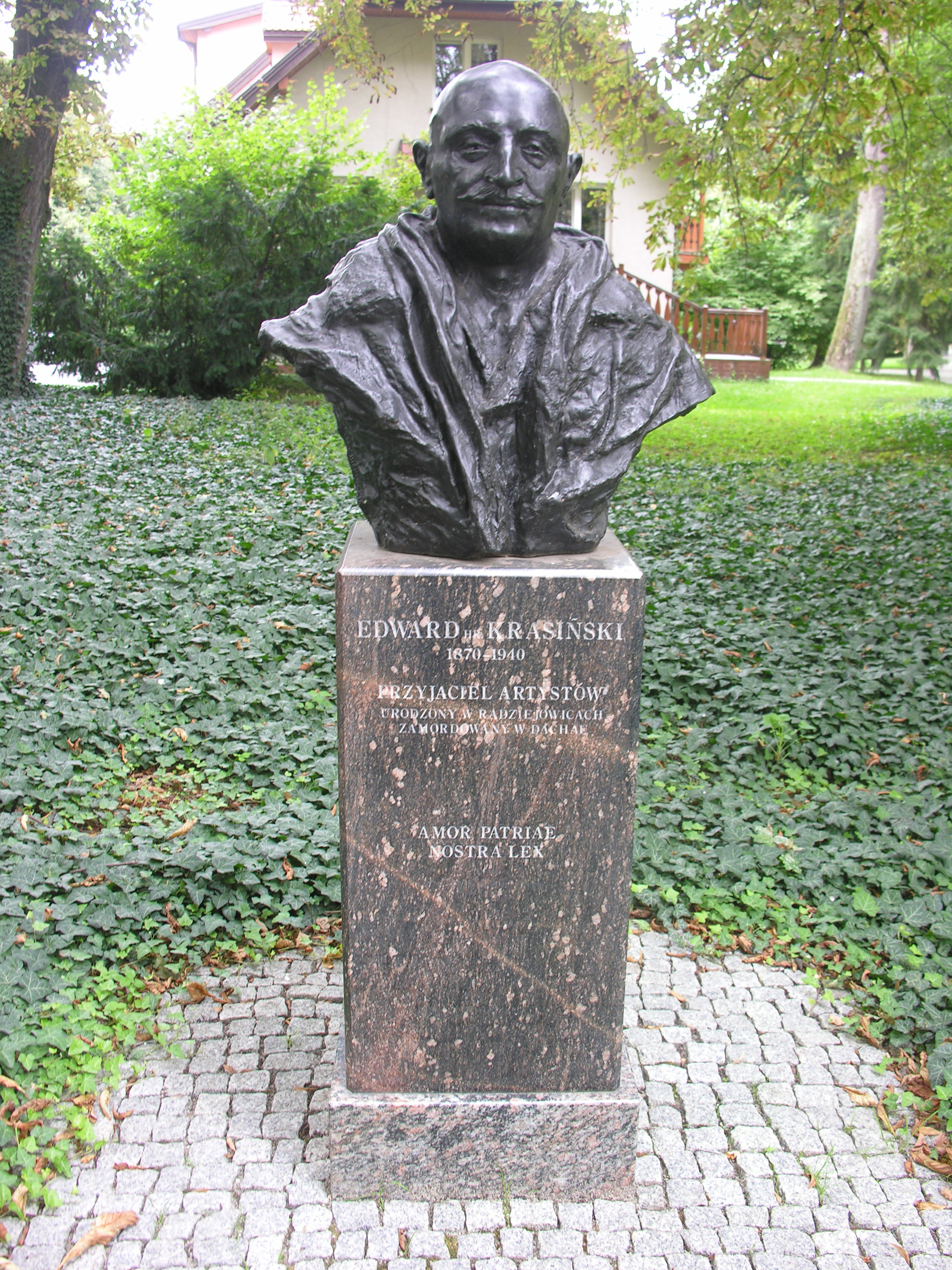
Pomnik Edwarda Krasińskiego w Radziejowicach

Edward Krasiński, hr. h. Ślepowron (ur. 28 maja 1870 w Radziejowicach, zm. 8 grudnia 1940 w Dachau) – polski działacz społeczny, pamiętnikarz, wieloletni zarządca Biblioteki Ordynacji Krasińskich w Warszawie, od 1909 roku piąty i ostatni faktyczny ordynat opinogórski, którą to ordynację odziedziczył po krewnym, hr. Adamie Krasińskim (1870–1909). W 1922 roku posiadał majątki ziemskie o powierzchni 15 140 ha.

## Pochodzenie i działalność

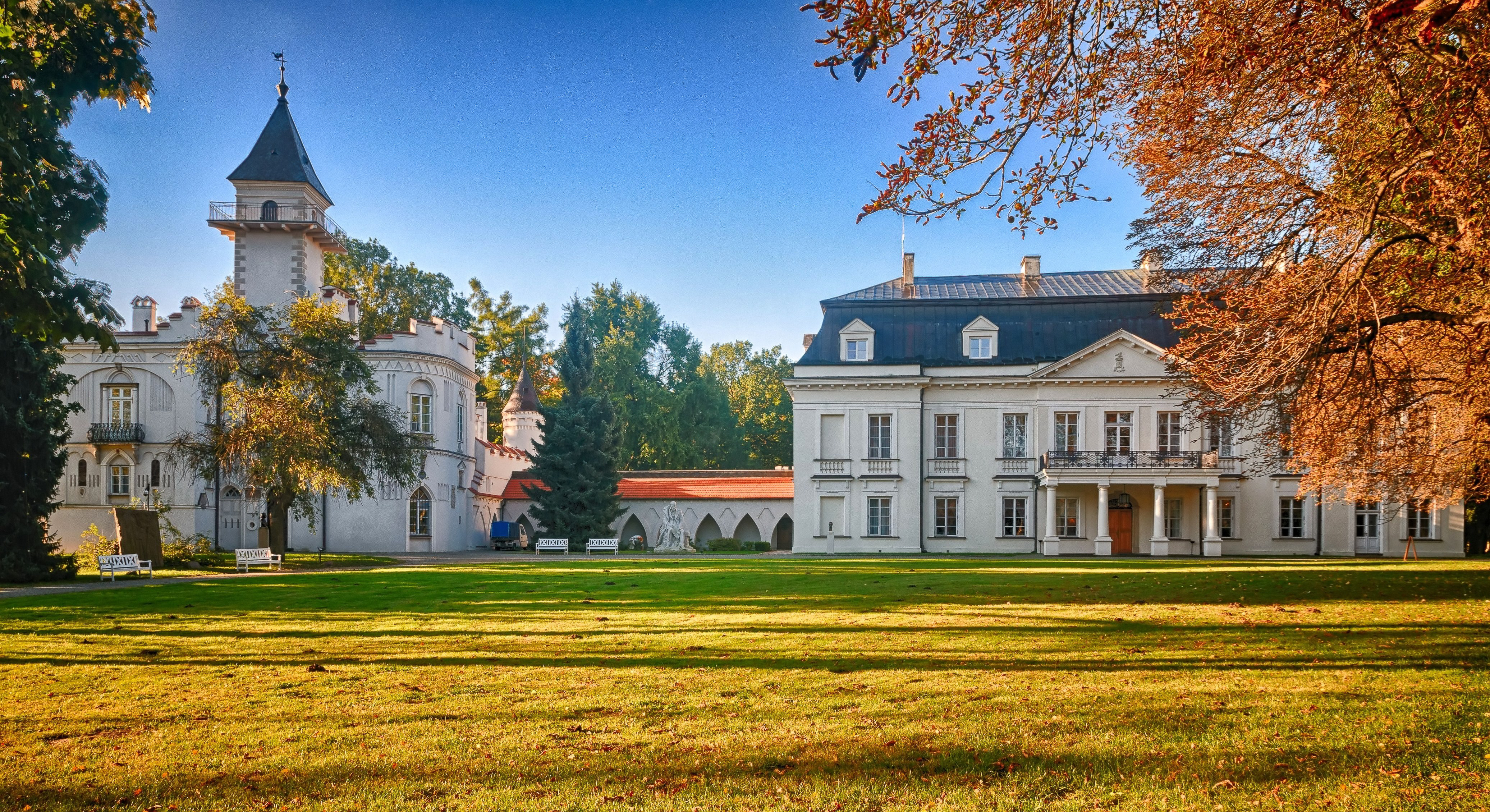
Pałac w Radziejowicach

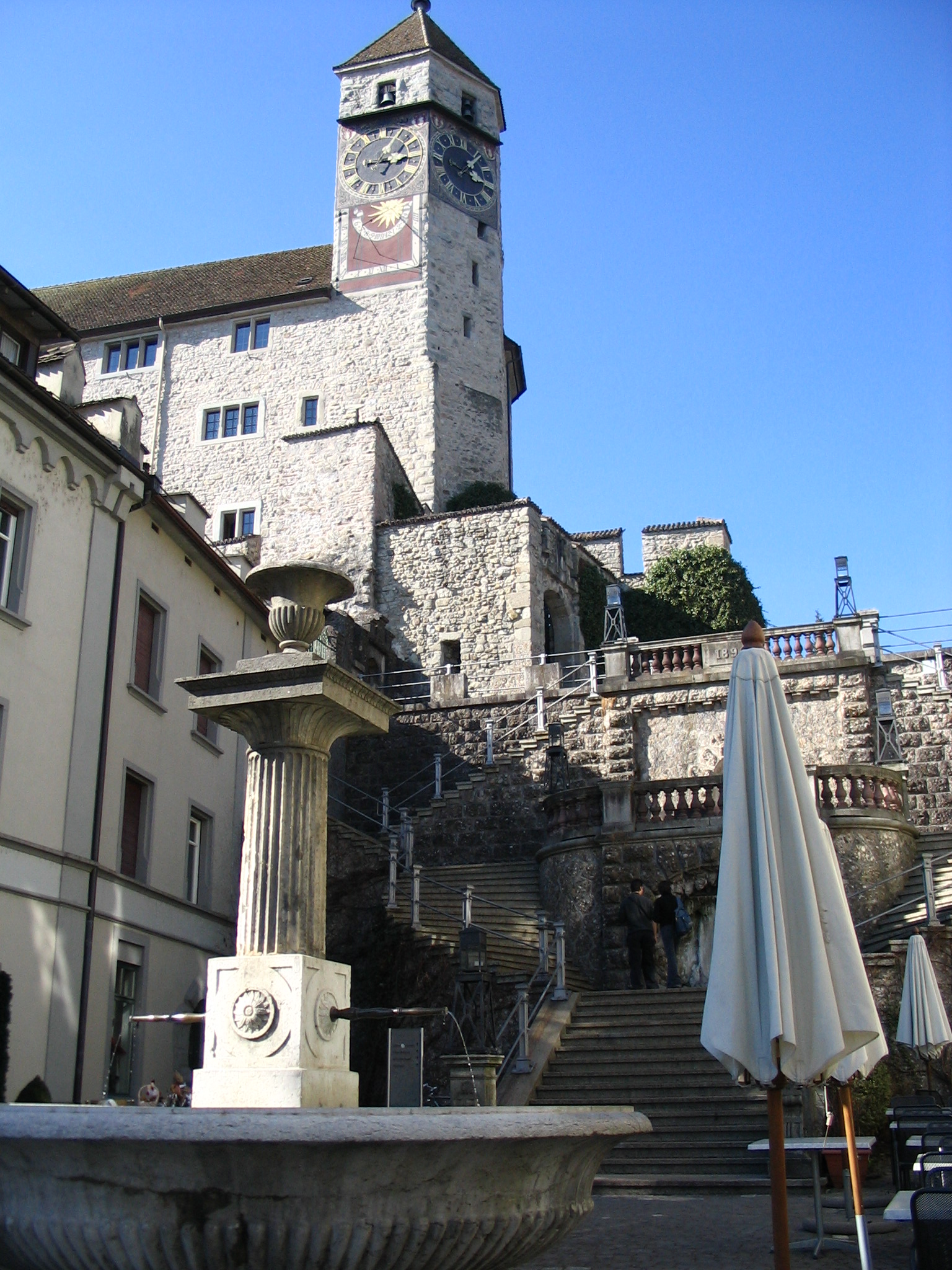
Zamek w Rapperswilu, gdzie mieści się Polskie Muzeum

Pochodził z rodziny magnackiej. Był synem Józefa, zarządcy Ordynacji Krasińskich, wnuka Józefa Wawrzyńca Krasińskiego, i Heleny ze Stadnickich. Uczęszczał do gimnazjum Św. Anny w Krakowie do 1888. Następnie studiował w szkole rolniczej w Mödling koło Wiednia (1888–1892). Prowadził po studiach gospodarstwo rolne i leśne w Radziejowicach. W 1909 został zarządcą Biblioteki Ordynacji Krasińskich w Warszawie, czym zajmował się niemal do końca życia. Uczestniczył w życiu kulturalnym. Był m.in. współtwórcą i prezesem Towarzystwa Akcyjnego Teatru Polskiego w Warszawie, którego to był prezesem (1910–1928). Z jego inicjatywy dyrektorem teatru został w 1918 Arnold Szyfman. Był członkiem honorowym od 1933 r. Towarzystwa Opieki nad Zabytkami Przeszłości w Warszawie oraz członkiem honorowym Towarzystwa Bibliofilów Polskich. Utrzymywał kontakty z pisarzem Henrykiem Sienkiewiczem. W  latach 20. był aktywnym działaczem środowisk katolickich. W 1934 został powołany na członka korespondenta Towarzystwa Naukowego Warszawskiego.
Przed I wojną światową zajmował się porządkowaniem zbiorów Muzeum Polskiego w Rapperswilu w Szwajcarii, współpracując m.in. z Bronisławem Gembarzewskim. Wykorzystał doświadczenia z tego okresu w analogicznych pracach w zbiorach Ordynacji Krasińskich. Znacznie poszerzył jej zbiory, m.in. o kolekcję rękopisów rodziny matki - Stadnickich oraz o zebrane kolekcje z Radziejowic, Krasnego, Zegrza i Sterdynia. Ufundował nową siedzibę (budowaną w latach 1911–1930) dla Biblioteki i Muzeum Ordynacji Krasińskich w Warszawie przy ul. Okólnik. Zgromadził najbogatszą w Polsce kolekcję broni epoki napoleońskiej. Badał dzieje służby wojskowej Wincentego Krasińskiego i Jana Leona Kozietulskiego.

## Poglądy polityczne
Sympatyzował z endecją. Był członkiem Stronnictwa Polityki Realnej w  1914 roku. W odpowiedzi na deklarację wodza naczelnego wojsk rosyjskich wielkiego księcia Mikołaja Mikołajewicza Romanowa z 14 sierpnia 1914 roku, podpisał telegram dziękczynny, głoszący m.in., że krew synów Polski, przelana łącznie z krwią synów Rosyi w walce ze wspólnym wrogiem, stanie się największą rękojmią nowego życia w pokoju i przyjaźni dwóch narodów słowiańskich.

## Publikacje
Wydał zbiory wspomnień O Radziejowicach i ich gościach niektórych (1934) oraz Gawędy o przedwojennej Warszawie (1936), przedstawiając liczne mało znane informacje, szczególnie dotyczące życia kulturalnego, literackiego i towarzyskiego dawnej Warszawy. Ponadto opublikował Trzy przemówienia (1925), Obrazki łowieckie (1927), prace naukowe Missye święte w Opinogórze (1927) i Rękopisy Biblioteki Ordynacji Krasińskich dotyczące dziejów szkolnictwa polskiego (1930). 

## Ordery i odznaczenia
- Krzyż Komandorski z Gwiazdą Orderu Odrodzenia Polski (10 listopada 1938)[5]
- Krzyż Komandorski Orderu Odrodzenia Polski (9 listopada 1931)[6]
- Krzyż Oficerski Orderu Legii Honorowej (Francja)
- Kawaler Honoru i Dewocji Zakonu Maltańskiego

## Okupacja i śmierć
Po agresji III Rzeszy i ZSRR na Polskę i rozpoczęciu okupacji niemieckiej początkowo internowany w majątku w Opinogórze, w areszcie domowym. W kwietniu 1940 zabrany przez Gestapo, kiedy stanął w obronie skatowanego chłopca folwarcznego. Wywieziono go do obozu koncentracyjnego w Buchenwaldzie, następnie do KL Dachau, gdzie zmarł z wycieńczenia i choroby serca. Po jego śmierci zbiory Ordynacji Krasińskich uległy dewastacji. 25 października 1944, po kapitulacji Powstania Warszawskiego, gmach muzeum i biblioteki wraz ze zbiorami rękopisów zostały celowo spalone przez Niemców, wbrew postanowieniom układu kapitulacyjnego z 3 października 1944, zapewniającego ochronę zabytków, bibliotek i zbiorów archiwalnych przez okupanta.